# БГПУ (мини-футбольный клуб)
МФК «БГПУ» — российский мини-футбольный клуб из Уфы. Основан в 2001 году под названием «Альтаир-БГПУ». Представляет Башкирский государственный педагогический университет. Выступает в зоне «Урал» первенства России среди команд Второй лиги (четвёртом дивизионе в структуре российского мини-футбола). В 2014 году занял в турнирной таблице третью позицию.
В 2007—2010 годах играл в Высшей лиге. В сентябре 2010 года снялся с соревнований из-за финансовых трудностей. В Кубке России участвовал трижды, каждый раз выбывая в первом раунде.

## Выступления в чемпионатах России
| Сезон     | Лига              | Занятое место             |
| --------- | ----------------- | ------------------------- |
| 2001/2002 | Первая Лига (IV)  | 5                         |
| 2002/2003 | Первая лига (IV)  | 2                         |
| 2003/2004 | Первая лига (III) | 5                         |
| 2004/2005 | Первая лига (III) | 3                         |
| 2005/2006 | Первая лига (III) | 2                         |
| 2006/2007 | Первая лига (III) | 2                         |
| 2007/2008 | Высшая лига (II)  | 13                        |
| 2008/2009 | Высшая лига (II)  | 13                        |
| 2009/2010 | Высшая лига (II)  | 13 ( финансовые проблемы) |
| 2010/2011 | Вторая лига (III) | 4                         |
| 2011/2012 | Вторая лига (III) | 1                         |
| 2012/2013 | Вторая лига (III) | 4                         |
| 2013/2014 | Вторая лига (III) | 3                         |

## Выступления в Кубке России
2007/2008: 4 место в группе, 0 очков, 3 поражения, разница забитых и пропущенных мячей — 6:25
2008/2009: 4 место в группе, 0 очков, 3 поражения, разница забитых и пропущенных мячей — 3:13
2009/2010: 3 место в группе, 1 очко, 1 ничья, 2 поражения, разница забитых и пропущенных мячей — 10:18

## Известные тренеры
- Павел Смильгин (2006—2010)[4]
- Олег Азнабаев (с 2010)

## Известные игроки
Указаны только футболисты, соответствующие критериям значимости.
- Олег Азнабаев (2001—2008, 2008—2009)
- Исмаил Гибадуллин (2009)
- Азамат Гумеров (2004—2007, 2008—2009)
- Ильнур Исламов (2008—2009)
- Руслан Крец (2009)
- Денис Санников (2010)
- Сергей Томаров (2008—2009)
- Руслан Халиуллин (2008—2009)
- Рустем Юсупов (2008—2009)